# 稲益造船
稲益造船株式会社（いなますぞうせん）は、福岡県北九州市若松区に本社・造船所を置く造船・船舶修繕事業者である。

## 概要
1925年（大正14年）1月に、創業者が若松唐戸町において「稲益小型造船所」の商号で造船業を開業し、以来、戦時体制下での統合・接収と戦後の現在地での造船業再開、平成に入っての法人化等を経ながら若松地区で造船業を営んできた。499総トン以下の作業船・旅客船等の各種船舶の建造・修理・改造を行っている。北九州市営航路の旅客船第十八わかと丸（若戸渡船）・こくら丸（小倉航路）や、門司税関の広域監視艇げんかいの建造実績もある。船舶の建造・修繕は、塗装工程も含め下請・外注に依存せず、自社直営により実施できる体制を整えている。
船舶の建造・修繕のほか、船舶保有・運航者に対する整備・管理のコンサルティングや、海洋土木等海事関連業務の技術開発、若松競艇場の水上施設等の整備業務等も行っている。

## 主要設備
- 船台[2][3][6]
  - 第2船台：50.0m×9.0m 上架能力499GT
  - 第3船台：55.0m×12.0m 上架能力499GT
  - 第4船台：50.0m×12.0m 上架能力499GT
  - 第3・第4船台を共用した場合幅24mまで上架可能
- クレーン[2][3][6]
  - クレーン付台船：吊上能力80t 1基
  - 塔型ジブクレーン：10t 1基・5t 1基
  - クローラークレーン：55t 1基・70t 1基
- 作業船[2]
  - 4.9トン 2隻
  - 14トン 1隻

## 沿革
- 1925年（大正14年）1月 - 創業者が若松唐戸町において「稲益小型造船所」の商号で造船業を開業[1][6]。
- 1935年（昭和10年）3月 - 若松市藤ノ木に工場を移転する[1]。
- 1940年（昭和15年）7月 - 戦時統制により企業統合が推進され、稲益小型造船所を解散し、（株）共同造船所を設立[1]。
- 1944年（昭和19年）4月 - 戦時統制のため日鉄八幡港運株式会社に接収される[1]。
- 1948年（昭和23年）3月 - 日鉄八幡港運株式会社が解散。現在地において稲益小型造船所を再開する。[1]
- 1975年（昭和50年）11月 - 山利組造船所を買収。現有設備・工場の建設に着手。[1]
- 1980年（昭和55年）3月 - 佐香船舶工業所を買収[1]。
- 1981年（昭和56年）
  - 2月 - 建設業許可を取得[1]。
  - 4月 - 商号を「稲益造船所」に変更[1]。
- 1998年（平成10年）
  - 9月 - 稲益造船株式会社に改組[1][6]。
  - 12月 - 建設業許可（土木工事業・鋼構造物工事業・しゅんせつ工事業・塗装工事業）を取得し、港湾土木事業に進出[1]。